# Fortis Watches
FORTIS Watches AG (antes FORTIS Uhren AG), es un fabricante de relojes suizo, con sede en Grenchen. La compañía es reconocida principalmente por su experiencia en cronógrafos especialmente en la industria de la aviación y los vuelos espaciales.

## Historia

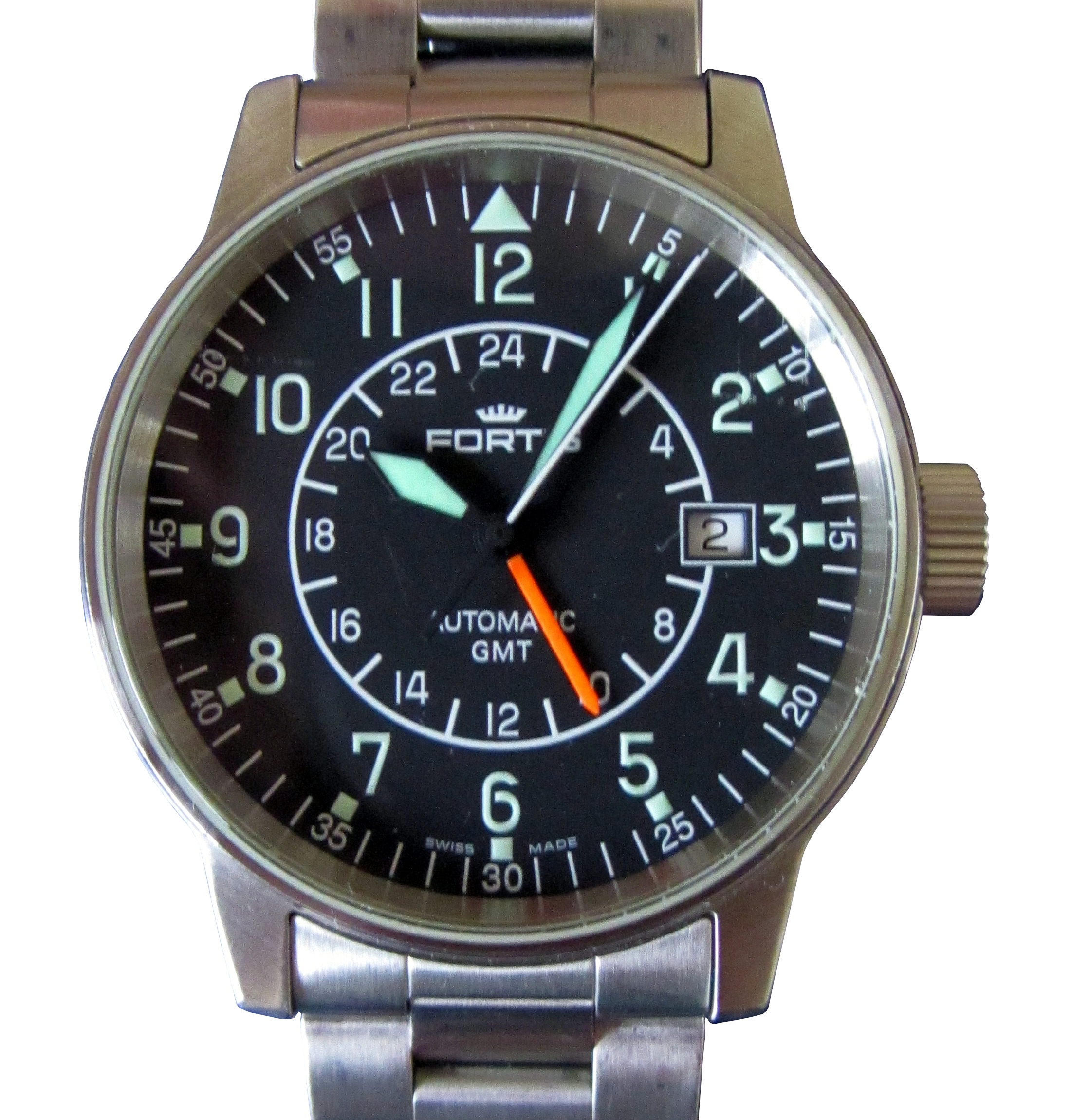
Reloj con función GMT, diseño similar al de los relojes de observación de la Segunda Guerra Mundial

La compañía fue fundada en 1912 por Walter Vogt (1883–1957) en Grenchen, Suiza. Diez años después, el fabricante de relojes se asoció con el inventor y relojero británico John Harwood. A partir de entonces, FORTIS 1926 pudo presentar el primer reloj de pulsera automático (reloj automático) del mundo, el cual comenzó a producir en serie (Harwood Automatic).
A partir de 1954 la compañía fabricó relojes de pulsera con funciones de alarma. Centinela (Venus 230) fue el primer modelo que incluyó una alarma. En 1956 lanzó FORTIS-Manager (AS 1475). Este modelo fue el primer reloj de pulsera FORTIS resistente al agua con alarma y un certificado de cronómetro. Por haber desarrollado este tipo de tecnología, FORTIS ganó el primer premio en la competencia de cronómetros del Instituto Suizo para la Tecnología de Medición de la Hora Oficial.
El 13 de septiembre de 1957, el fundador de FORTIS, Walter Vogt, falleció. Sus dos hijos se hicieron cargo de la empresa y ese mismo año presentaron la primera serie de relojes especiales para deportes acuáticos llamada Marinemaster, la cual sigue siendo comercializada actualmente por FORTIS.

En 1962 la compañía desarrolló el reloj espacial Spacematic Automatik el cual fue fabricado especialmente para ser resistente y funcionar sin inconvenientes incluso bajo condiciones extremas y fluctuaciones de temperatura. Antes de su presentación, los americanos usaron un prototipo durante el Programa Gemini. El modelo serial Official Cosmonauts Chronograph fue probado primero en el espacio por cosmonautas rusos. Esto demostró que los relojes automáticos serían completamente funcionales en el espacio.
 
Desde 1994, Fortis es el proveedor oficial del Centro de Entrenamiento de Cosmonautas Gagarin, en Rusia. Durante una maniobra de atraque del Transbordador Espacial Atlantis de Estados Unidos en septiembre de 1994, se usaron los cronógrafos de FORTIS en el espacio por primera vez. En 1997, el modelo Official Cosmonauts Chronograph fue usado en la estación espacial Mir por los cosmonautas durante la misión Soyuz TM. Hoy en día, el cronógrafo B-42 es el reloj oficial de los cosmonautas rusos.
En 2017, FORTIS experimentó algunas dificultades financieras. La compañía solicitó una moratoria definitiva de restructuración de deuda. Poco después, la marca y sede de la compañía fueron adquiridas por un inversionista privado. Esto llevó a que FORTIS Uhren fuera renombrado como FORTIS Watches.